# 織田信昌 (戦国武将)
織田 信昌（おだ のぶまさ）は、戦国時代から安土桃山時代にかけての武将。通称は四郎三郎。尾張国岩倉城主。

## 略歴
織田信光の次男として誕生。織田信成の弟。織田信実の養子に入る。
伊勢国の北畠氏攻めでは、従兄弟である織田信長、信長の子・信雄、信長の弟・信包らの配下として活躍する。
天正2年（1574年）8月2日、第三次長島攻めで討死した。

## 系譜
- 父：織田信光
- 母：不詳
- 養父：織田信実
- 妻：不詳
  - 男子：津田長義 - 娘に照雲院（福島正則正室）
  - 女子：森高次室